# Geffroyite
La geffroyite è un minerale.